# Erstan

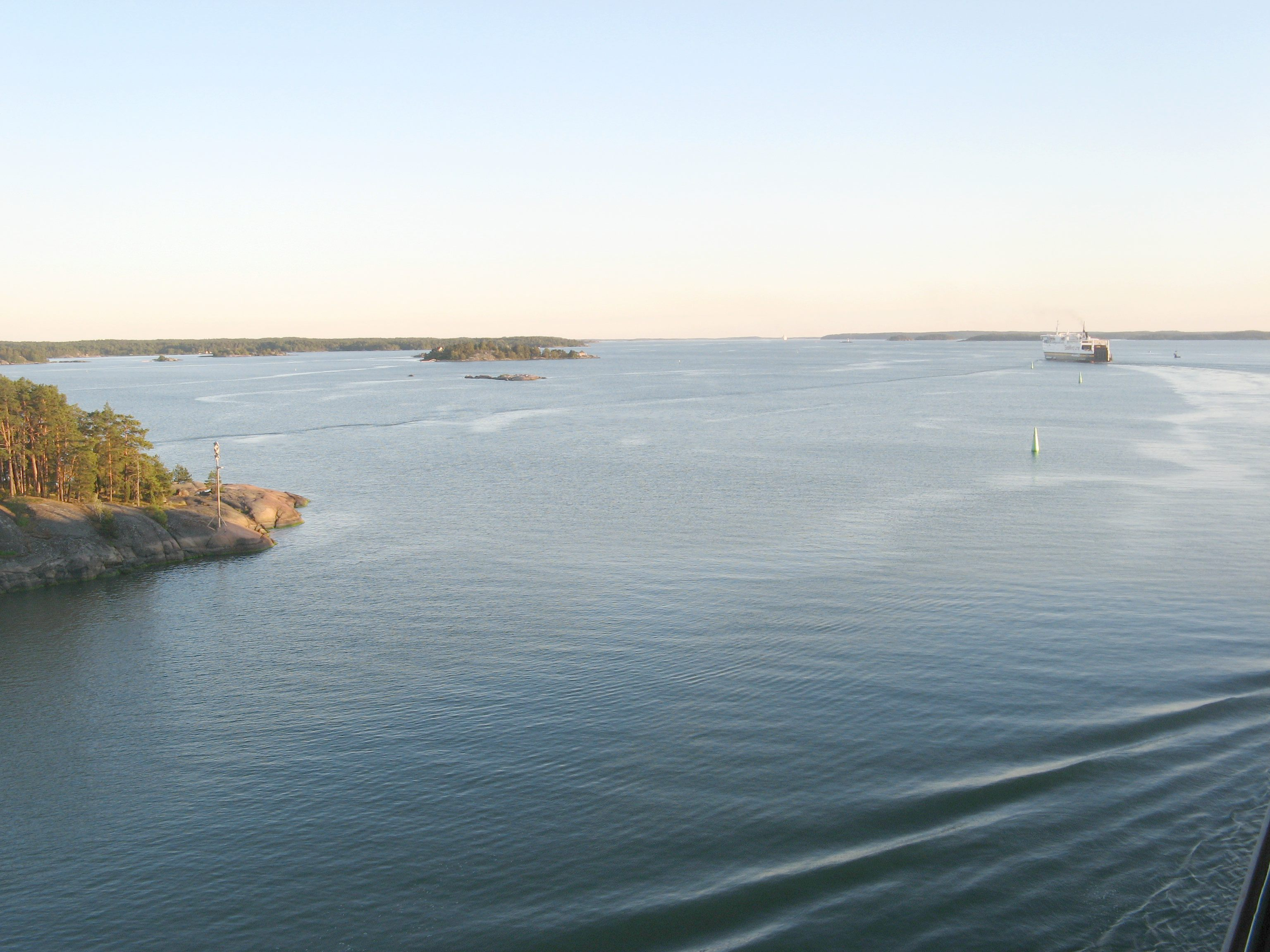
Erstan sedd från raden av RoPax-färjor till Sverige

Erstan (e:r- el. ärstan, fi. Airisto), stor fjärd i inre skärgården i Åboland, i landskapet Egentliga Finland, mellan Åbo och Nådendal i norr, Rimito i väster och Pargas i söder och öster.
Farlederna till Åbo hamn (bland annat RoPax-trafik till Stockholm och Kapellskär), och Nådendals hamn (oljeraffinaderi och RoPax-trafik till Kapellskär) går över Erstan. Småbåtstrafiken är livlig.
Nagu gästhamn hör till Skärgårdshavets största. Utanför gästhamnen finns Själö, med biologisk forskningsstation och ett före detta hospital. En annan viktig gästhamn vid fjärden är Airisto på Stormälö i Pargas.

## Airisto

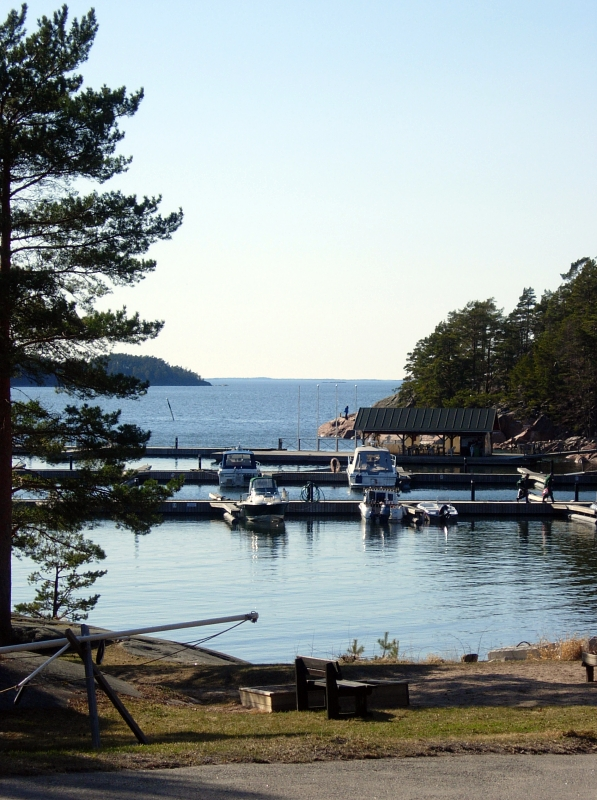
Erstan (och vidare Ominaisfjärden) sedd från Airisto småbåtshamn

Det finska namnet Airisto förknippas också med Airisto Strand på Stormälö i sydost (i Pargas), med hotell, gästhamn, restaurang och semesterstugor. År 2005 ordnades här en mässa för fritidsboende.